# Kościół św. Anny w Boboszowie
Kościół św. Anny w Boboszowie – zabytkowy kościół wybudowany we wsi Boboszów.

## Historia
Barokowy kościół parafialny zbudowany w połowie XVIII w., kryty dachem dwuspadowym zakończonym półkoliście z wieżą na planie kwadratu zwieńczoną hełmem. Nad wejściem fronton (kamienna płyta) z napisem mówiącym o dacie budowy (fundacji) i remontach (renowacji) w j. łac. Fondatio.A.D. 1811 Renov.1852 /83 /1901 /02 /09 /010 /011 /1973 /2008.